# 幡豆郡
- 令制国一覧 > 東海道 > 三河国 > 幡豆郡
- 日本 > 中部地方 > 愛知県 > 幡豆郡

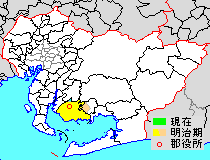
愛知県幡豆郡の位置（薄黄：後に他郡に編入された区域 水色：後に他郡から編入した区域）

幡豆郡（はずぐん）は、愛知県（三河国）にあった郡である。

## 郡域
1878年（明治11年）に行政区画として発足した当時の郡域は、下記の区域にあたる。
- 西尾市の大部分（米津町・南中根町・志貴野町を除く）
- 額田郡幸田町の一部（野場・永野・須美・六栗・逆川・上六栗・桐山）

2010年（平成22年）の国勢調査に基づく面積は176.59k㎡、人口は163,390人。

## 歴史
古くは播豆、波豆、芳豆、芳図、者豆、などと表記した。名前の由来は地域内の式内社幡頭（はず）神社に由来するという説や、域内の礒泊（しはと）郷からハト、ハズに転訛したという説、停泊地を意味する『泊（ハク）』が訛ったという説などがある。
現在旧尾張国の知多郡南知多町に属する日間賀島と篠島は、もとは三河国幡豆郡であった。離島の佐久島（古代名：析嶋）・日間賀島（古代名：比莫嶋）・篠島（古代名：篠嶋）および現在の碧南市は、旧幡豆郡に属していた。また、奈良県の平城宮からは「参河国播豆郡篠嶋海部供奉五月料御贄佐米楚割六斤」と書かれた木簡が出土しており、奈良時代からサメ・タイ・スズキ・赤魚などの楚割（すわやり、魚介類の保存食）を献上していた。離島部分は出土の木簡に多数の表記がある。碧海市も本郡の大浜郷と志貴庄に属していたが、近世矢作川の改修によって碧海郡に編入された。
篠島・析島からは、佐米楚割（さめのすやわり）と呼ばれる、鮫を日干しにして割いた珍味が、朝廷に寄進されていた。
消滅時点では、消防組織は幡豆郡3町で幡豆郡消防組合を統一運営していた。ゴミ処理は旧幡豆郡の西尾市を加えた西尾幡豆広域連合でまとめて行っており、処理場は吉良町に設置されていた。

### 近世以降の沿革
- 『旧高旧領取調帳』に記載されている明治初年時点での支配は以下の通り。●は村内に寺社領が、○は寺社除地[1]が存在。 （189村）

| 知行         | 知行               | 村数      | 村名 |
| ------------ | ------------------ | --------- | --- |
| 幕府領       | 旗本領             | 47村      | 千間村、生田村、酒手島村、小栗新田、西戸城村、乙川村、洲崎村、鹿川村、山口村、谷村、森村、彦田村、小見行村、上畑村、桑畑村、饗庭村、鳥羽村、小山田村、寺部村、欠村、小野谷村、●門内村、中門内村、八幡村、中村、●吉田村、瀬戸村、善明村、八幡川田村、●家武村、酒井村、中野村、寺島村、尾崎新田、●岡山村、高河原村、岡島村、逆川村、●駒場村、●須美村、上六栗村、六栗村、下永良村、●上永良村、●江原村、大和田村、前後村 |
| 藩領         | 三河西尾藩         | 1町 105村 | 西尾城下、養ヶ島村、杉浦新田、久八荒子村、三ツ井村、北新田村、西中村、下新井村、●○赤羽村、藤江村、藤尾新田、●一色村、北須村、北浜村、●徳永村、大戸村、●味浜村、新斎村、小藪新田、大岡新田、細川新田、芦原村、中外沢村、東実録新田、西実録新田、●外宿村、野々宮村、下平島村、上平島村、●池頭村、●横手村、●上道目記村、●下道目記村、天竹村、惣五郎村、野田村、●行用村、池尾新田、●八ヶ尻村、●笹曽根村、●平口村、●針曽根村、●長縄村、七平村、●対米村、熱池村、熊野村、住崎村、●新在家村、上中畑村、小間村、下中畑村、浅井村、田貫村、●法光寺村、蒲原新田、新実新田、市川新田、●平坂村、山田村、●富尾村、●上矢田村、羽塚新田、羽塚村、●下矢田村、●楠村、●上町村、●西尾村、下町村、森下村、六ツ家村、伊藤村、戸ヶ崎村、川口村、西中野村、作原村、今井村、●上今川村、下今川村、斎藤村、須脇村、十郎島村、細池村、小焼野村、鎌谷村、鵜ヶ池村、●熊子村、菱池村、味崎村、●矢曽根村、深池村、寄住村、●八ツ面村、新渡場村、道光寺村、志籠谷村、●丁田村、寄近村、●徳次村、宅野島村、白浜新田、平原村、尾花村、米野村、●小島村、国森村 |
| 藩領         | 上総大多喜藩       | 12村      | ●巨海村、松木島村、大塚村、佐久島村、宮崎村、大島村、津平村、宮迫村、小牧村、●木田村、富田村、桐山村 |
| 藩領         | 三河岡崎藩         | 9村       | 下羽角村、野場村、上羽角村、野崎村、永井村、●○西浅井村、高落村、新村、東浅井村 |
| 藩領         | 駿河沼津藩         | 4村       | ●寺津村、西小梛新田、下横須賀村、●上横須賀村 |
| 藩領         | 陸奥福島藩         | 1村       | ●貝吹村 |
| 藩領         | 武蔵川越藩         | 1村       | 駮馬村 |
| 藩領         | 西尾藩・菊間藩     | 1村       | 古居新田 |
| 幕府領・藩領 | 中泉代官所・西尾藩 | 1村       | 富好新田 |
| 幕府領・藩領 | 旗本領・西尾藩     | 5村       | ●中田村、市子村、花蔵寺村、●室村、和気村 |
| 幕府領・藩領 | 旗本領・大多喜藩   | 3村       | 中根村、●荻原村、友国村 |

- 慶応4年
  - 4月29日（1868年5月21日） - 幕府領・旗本領・大多喜藩領が三河裁判所の管轄となる。
  - 6月9日（1868年7月28日） - 三河裁判所の管轄区域が三河県の管轄となる。
  - 9月12日（1868年10月27日） - 沼津藩が転封して上総菊間藩となる。
  - 9月 - 川越藩領および三河県の管轄区域のうち旧幕府領および旧旗本領の大部分（八幡川田村・尾崎新田を除く）・岡崎藩領の一部（野場村）が駿河府中藩領となる。
  - 12月18日（1869年1月30日） - 戊辰戦争の処分により福島藩が藩庁を移転して三河重原藩となる。
- 明治2年
  - 6月24日（1869年8月1日） - 三河県の管轄区域が伊那県の管轄となる。
  - 8月7日（1869年9月12日） - 任知藩事により府中藩が改称して静岡藩となる。
- 明治4年
  - 7月14日（1871年8月29日） - 廃藩置県により、藩領が西尾県、岡崎県、菊間県、重原県、静岡県の管轄となる。
  - 11月15日（1871年12月26日） - 第1次府県統合により全域が額田県の管轄となる。
- 明治5年
  - 11月27日（1872年12月27日） - 愛知県の管轄となる。
  - 坂田新田が起立。（1町190村）
- 明治6年（1873年） - 野崎村・永井村が合併して永野村となる。（1町189村）
- 明治8年（1875年） - 西中野村・作原村が合併して中原村となる。（1町188村）
- 明治9年（1876年）（1町176村）
  - 杉浦新田・久八荒子村・三ツ井村・北新田村・西中村・下新井村が合併して開正村となる。
  - 北須村・北浜村・大戸村・下平島村・上平島村が合併して治明村となる。
  - 羽塚新田が羽塚村に、森下村・六ツ家村が上町村にそれぞれ合併。
- 明治11年（1878年）12月20日 - 郡区町村編制法の愛知県での施行により、行政区画としての幡豆郡が発足。郡役所が西尾に設置。同年、以下の各村の統合等が行われる。（1町145村）
  - 西幡豆村 ← 西戸城村、欠村、小野谷村、門内村、中門内村、八幡村、中村
  - 東幡豆村 ← 洲崎村、鹿川村、山口村、谷村、森村、彦田村、小見行村、上畑村、桑畑村
  - 横須賀村 ← 中野村、下横須賀村、上横須賀村
  - 前野村 ← 前後村、熊野村
  - 小藪村 ← 小藪新田、東実録新田
  - 細川村 ← 大岡新田、細川新田、西実録新田
  - 池田村 ← 池頭村、池尾新田、中田村
  - 中畑村 ← 上中畑村、下中畑村
  - 富山村 ← 山田村、富尾村
  - 今川村 ← 今井村、上今川村、下今川村
  - 熊味村 ← 熊子村、味崎村
  - 尾崎新田が岡山村に、藤尾新田が藤江村に、新斎村が味浜村に、芦原村が中外沢村に、浅井村が小間村にそれぞれ合併。
  - 鳥山新田が起立。
  - 西尾村が改称して鶴城村となる。
- 明治16年（1883年） - 七平村が対米村に、古居新田が寺津村にそれぞれ合併。（1町143村）
- 明治17年（1884年）（1町140村）
  - 碧海郡古新田村・新々田村が合併して志貴野村となり、所属郡が本郡に変更。
  - 蒲原新田が田貫村に、新実新田・市川新田が平坂村に、鳥山新田が酒手島村にそれぞれ合併。

### 町村制以降の沿革
- 明治22年（1889年）10月1日 - 町村制の施行により、以下の町村が発足。特記以外は全域が現・西尾市。（1町36村）

- 西尾町 ← 西尾城下、鶴城村
- 西野町村 ← 上町村、下町村、小間村、法光寺村、田貫村
- 平坂村 ← 平坂村、楠村、西小梛新田、小栗新田
- 中畑村（単独村制）
- 奥津村 ← 上矢田村、下矢田村、羽塚村、住崎村、新在家村、国森村、富山村
- 寺津村 ← 寺津村、徳永村
- 西崎村 ← 巨海村、外宿村、中根村
- 栄生村 ← 治明村、養ヶ島村、開正村、赤羽村
- 一色村 ← 一色村、藤江村、坂田新田
- 味沢村 ← 味浜村、中外沢村、小藪村、細川村
- 五保村 ← 大塚村、前野村、野田村、対米村、池田村
- 衣崎村 ← 松木島村、酒手島村、生田村、千間村、惣五郎村
- 六郷村 ← 市子村、平口村、笹曽根村、野々宮村、横手村、天竹村
- 豊田村 ← 上道目記村、下道目記村、行用村、八ヶ尻村、針曽根村、長縄村、熱池村、斎藤村
- 井崎村 ← 鵜ヶ池村、鎌谷村、十郎島村、宅野島村、細池村、須脇村、小焼野村
- 大宝村 ← 今川村、矢曽根村、深池村、徳次村、丁田村、寄近村、川口村、菱池村
- 久麻久村 ← 八ツ面村、戸ヶ崎村、道光寺村、志籠谷村、新渡場村、寄住村、志貴野村、熊味村、中原村、伊藤村
- 御鍬村 ← 江原村、和気村、大和田村、高河原村、岡島村、尾花村
- 川崎村 ← 西浅井村、新村、高落村、東浅井村、米野村、小島村
- 吹羽良村 ← 貝吹村、上羽角村、下羽角村、上永良村、下永良村
- 室場村 ← 室村、駒場村
- 花明村 ← 花蔵寺村、善明村
- 家武村、平原村（それぞれ単独村制）
- 松坂村 ← 野場村、永野村、須美村、六栗村（現・額田郡幸田町）
- 豊国村 ← 逆川村、上六栗村、桐山村（現・額田郡幸田町）
- 横須賀村（単独村制）
- 瀬門村 ← 寺島村、木田村、岡山村、瀬戸村、小牧村
- 厨村 ← 津平村、友国村、宮迫村、駮馬村
- 荻原村 ← 荻原村、餐場村、酒井村
- 吉田村 ← 吉田村、大島村
- 富田村 ← 富田村、八幡川田村
- 保定村 ← 乙川村、小山田村、富好新田、白浜新田
- 宮崎村（単独村制）
- 幡豆村 ← 西幡豆村、鳥羽村、寺部村
- 東幡豆村、佐久島村（それぞれ単独村制）

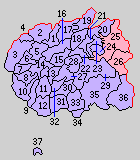
1.西尾町 2.西野町村 3.平坂村 4.中畑村 5.奥津村 6.寺津村 7.西崎村 8.栄生村 9.一色村 10.味沢村 11.五保村 12.衣崎村 13.六郷村 14.豊田村 15.井崎村 16.大宝村 17.久麻久村 18.御鍬村 19.川崎村 20.吹羽良村 21.室場村 22.花明村 23.家武村 24.平原村 25.松坂村 26.豊国村 27.横須賀村 28.瀬門村 29.厨村 30.荻原村 31.吉田村 32.富田村 33.保定村 34.宮崎村 35.幡豆村 36.東幡豆村 37.佐久島村（紫：西尾市 赤：額田郡幸田町）

- 明治24年（1891年）4月1日 - 郡制を施行。
- 明治25年（1892年）5月13日（3町34村）
  - 一色村が町制施行して一色町（第1次）となる。
  - 横須賀村が町制施行して横須賀町となる。
- 明治26年（1893年）
  - 10月9日 - 寺津村の一部（徳永）が奥津村に編入。
  - 11月8日 - 平坂村が町制施行して平坂町（第1次）となる。
- 明治39年（1906年）5月1日 - 以下の町村の統合が行われる。いずれも新設合併。（1町14村）
  - 西尾町 ← 西尾町、久麻久村、西野町村［上町・下町・小間・法光寺］、奥津村［住崎］、大宝村［徳次・丁田・寄近・矢曽根］
  - 福地村 ← 大宝村［今川・深池・川口・菱池］、六郷村、豊田村、井崎村
  - 平坂村（第2次） ← 平坂町、中畑村、西野町村［田貫］、奥津村［新在家・国森・羽塚・上矢田・下矢田］
  - 寺津村 ← 寺津村、西崎村
  - 三和村 ← 御鍬村、川崎村、吹羽良村
  - 一色村（第2次） ← 栄生村、一色町、味沢村、五保村、衣崎村
  - 吉田村 ← 吉田村、保定村、宮崎村
  - 横須賀村 ← 荻原村、富田村、横須賀町、瀬門村、厨村
  - 幡豆村 ← 幡豆村、東幡豆村
  - 豊坂村 ← 松坂村、豊国村
- 大正2年（1913年）4月1日 - 平坂村の一部（徳永）が寺津村に編入。
- 大正12年（1923年）
  - 4月1日 - 郡会が廃止。郡役所は存続。
  - 10月1日 - 一色村（第2次）が町制施行して一色町（第2次）となる。（2町13村）
- 大正13年（1924年）
  - 1月1日 - 吉田村が町制施行して吉田町となる。（3町12村）
  - 10月1日 - 平坂村（第2次）が町制施行して平坂町（第2次）となる。（4町11村）
- 大正15年（1926年）7月1日 - 郡役所が廃止。以降は地域区分名称となる。
- 昭和3年（1928年）10月1日 - 幡豆村が町制施行して幡豆町となる。（5町10村）
- 昭和4年（1929年）4月1日 - 寺津村が町制施行して寺津町となる。（6町9村）
- 昭和7年（1932年）9月1日 - 室場村・平原村・花明村・家武村が合併し、改めて室場村が発足。（6町6村）
- 昭和27年（1952年）12月1日 - 福地村の一部（小焼野）が西尾町に編入。（6町6村）
- 昭和28年（1953年）12月15日 - 西尾町が平坂町の一部（田貫・中畑・国森・新在家）を編入のうえ市制施行して西尾市となり、郡より離脱。（5町6村）
- 昭和29年（1954年）
  - 8月1日（5町4村）
    - 豊坂村が額田郡幸田町と合併し、改めて額田郡幸田町が発足、郡より離脱。
    - 佐久島村が一色町に編入。

  - 8月10日 - 平坂町・寺津町・福地村・室場村が西尾市に編入。（3町2村）
- 昭和30年（1955年）
  - 1月1日 - 三和村が西尾市に編入。（3町1村）
  - 3月10日 - 横須賀村・吉田町が合併して吉良町が発足。（3町）
- 平成23年（2011年）4月1日 - 一色町・吉良町・幡豆町が西尾市に編入。同日幡豆郡消滅。

### 変遷表
| 明治22年以前 | 明治22年以前 | 明治22年以前    | 明治22年 10月1日 町村制施行 | 明治22年 - 明治33年           | 明治34年 - 明治45年          | 大正元年 - 昭和20年         | 昭和21年 - 昭和64年          | 昭和21年 - 昭和64年                           | 昭和21年 - 昭和64年                       | 平成元年 - 現在             | 現在          |
| ------------ | ------------ | --------------- | --------------------------- | ----------------------------- | ---------------------------- | --------------------------- | ---------------------------- | --------------------------------------------- | ----------------------------------------- | --------------------------- | ------------- |
| 上矢田村     | 上矢田村     | 上矢田村        | 奥津村                      | 奥津村                        | 明治39年5月1日 合併 平坂村   | 大正13年10月1日 町制 平坂町 | 平坂町                       | 平坂町                                        | 昭和29年8月10日 西尾市に編入              | 西尾市                      | 西尾市        |
| 下矢田村     |              |                 | 奥津村                      | 奥津村                        | 明治39年5月1日 合併 平坂村   | 大正13年10月1日 町制 平坂町 | 平坂町                       | 平坂町                                        | 昭和29年8月10日 西尾市に編入              | 西尾市                      | 西尾市        |
| 羽塚村       |              |                 | 奥津村                      | 奥津村                        | 明治39年5月1日 合併 平坂村   | 大正13年10月1日 町制 平坂町 | 平坂町                       | 平坂町                                        | 昭和29年8月10日 西尾市に編入              | 西尾市                      | 西尾市        |
| 富尾村       | 富尾村       | 富山村          | 奥津村                      | 奥津村                        | 明治39年5月1日 合併 平坂村   | 大正13年10月1日 町制 平坂町 | 平坂町                       | 平坂町                                        | 昭和29年8月10日 西尾市に編入              | 西尾市                      | 西尾市        |
| 山田村       |              | 富山村          | 奥津村                      | 奥津村                        | 明治39年5月1日 合併 平坂村   | 大正13年10月1日 町制 平坂町 | 平坂町                       | 平坂町                                        | 昭和29年8月10日 西尾市に編入              | 西尾市                      | 西尾市        |
| 新在家村     | 新在家村     | 新在家村        | 奥津村                      | 奥津村                        | 明治39年5月1日 合併 平坂村   | 大正13年10月1日 町制 平坂町 | 平坂町                       | 昭和28年12月15日 西尾町に編入 即日市制 西尾市 | 西尾市                                    | 西尾市                      | 西尾市        |
| 国森村       |              |                 | 奥津村                      | 奥津村                        | 明治39年5月1日 合併 平坂村   | 大正13年10月1日 町制 平坂町 | 平坂町                       | 昭和28年12月15日 西尾町に編入 即日市制 西尾市 | 西尾市                                    | 西尾市                      | 西尾市        |
| 住崎村       | 住崎村       | 住崎村          | 奥津村                      | 奥津村                        | 明治39年5月1日 合併 西尾町   | 西尾町                      | 西尾町                       | 昭和28年12月15日 市制 西尾市                  | 西尾市                                    | 西尾市                      | 西尾市        |
| 西 尾 城 下  | 西尾馬場町   | 西尾馬場町      | 西尾町                      | 西尾町                        | 明治39年5月1日 合併 西尾町   | 西尾町                      | 西尾町                       | 昭和28年12月15日 市制 西尾市                  | 西尾市                                    | 西尾市                      | 西尾市        |
| 西 尾 城 下  | 西尾葵町     |                 | 西尾町                      | 西尾町                        | 明治39年5月1日 合併 西尾町   | 西尾町                      | 西尾町                       | 昭和28年12月15日 市制 西尾市                  | 西尾市                                    | 西尾市                      | 西尾市        |
| 西 尾 城 下  | 西尾錦城町   |                 | 西尾町                      | 西尾町                        | 明治39年5月1日 合併 西尾町   | 西尾町                      | 西尾町                       | 昭和28年12月15日 市制 西尾市                  | 西尾市                                    | 西尾市                      | 西尾市        |
| 西 尾 城 下  | 西尾鶴ケ崎町 |                 | 西尾町                      | 西尾町                        | 明治39年5月1日 合併 西尾町   | 西尾町                      | 西尾町                       | 昭和28年12月15日 市制 西尾市                  | 西尾市                                    | 西尾市                      | 西尾市        |
| 西 尾 城 下  | 西尾裏町     |                 | 西尾町                      | 西尾町                        | 明治39年5月1日 合併 西尾町   | 西尾町                      | 西尾町                       | 昭和28年12月15日 市制 西尾市                  | 西尾市                                    | 西尾市                      | 西尾市        |
| 西 尾 城 下  | 西尾大給町   |                 | 西尾町                      | 西尾町                        | 明治39年5月1日 合併 西尾町   | 西尾町                      | 西尾町                       | 昭和28年12月15日 市制 西尾市                  | 西尾市                                    | 西尾市                      | 西尾市        |
| 西 尾 城 下  | 西尾矢場町   |                 | 西尾町                      | 西尾町                        | 明治39年5月1日 合併 西尾町   | 西尾町                      | 西尾町                       | 昭和28年12月15日 市制 西尾市                  | 西尾市                                    | 西尾市                      | 西尾市        |
| 西 尾 城 下  | 西尾伊文町   |                 | 西尾町                      | 西尾町                        | 明治39年5月1日 合併 西尾町   | 西尾町                      | 西尾町                       | 昭和28年12月15日 市制 西尾市                  | 西尾市                                    | 西尾市                      | 西尾市        |
| 西 尾 城 下  | 西尾和泉町   |                 | 西尾町                      | 西尾町                        | 明治39年5月1日 合併 西尾町   | 西尾町                      | 西尾町                       | 昭和28年12月15日 市制 西尾市                  | 西尾市                                    | 西尾市                      | 西尾市        |
| 西 尾 城 下  | 西尾順海町   |                 | 西尾町                      | 西尾町                        | 明治39年5月1日 合併 西尾町   | 西尾町                      | 西尾町                       | 昭和28年12月15日 市制 西尾市                  | 西尾市                                    | 西尾市                      | 西尾市        |
| 西 尾 城 下  | 西尾中町     |                 | 西尾町                      | 西尾町                        | 明治39年5月1日 合併 西尾町   | 西尾町                      | 西尾町                       | 昭和28年12月15日 市制 西尾市                  | 西尾市                                    | 西尾市                      | 西尾市        |
| 西 尾 城 下  | 西尾肴町     |                 | 西尾町                      | 西尾町                        | 明治39年5月1日 合併 西尾町   | 西尾町                      | 西尾町                       | 昭和28年12月15日 市制 西尾市                  | 西尾市                                    | 西尾市                      | 西尾市        |
| 西 尾 城 下  | 西尾横町     |                 | 西尾町                      | 西尾町                        | 明治39年5月1日 合併 西尾町   | 西尾町                      | 西尾町                       | 昭和28年12月15日 市制 西尾市                  | 西尾市                                    | 西尾市                      | 西尾市        |
| 西 尾 城 下  | 西尾天王町   |                 | 西尾町                      | 西尾町                        | 明治39年5月1日 合併 西尾町   | 西尾町                      | 西尾町                       | 昭和28年12月15日 市制 西尾市                  | 西尾市                                    | 西尾市                      | 西尾市        |
| 西 尾 城 下  | 西尾瓦町     |                 | 西尾町                      | 西尾町                        | 明治39年5月1日 合併 西尾町   | 西尾町                      | 西尾町                       | 昭和28年12月15日 市制 西尾市                  | 西尾市                                    | 西尾市                      | 西尾市        |
| 西 尾 城 下  | 西尾本町     |                 | 西尾町                      | 西尾町                        | 明治39年5月1日 合併 西尾町   | 西尾町                      | 西尾町                       | 昭和28年12月15日 市制 西尾市                  | 西尾市                                    | 西尾市                      | 西尾市        |
| 西 尾 城 下  | 西尾須田町   |                 | 西尾町                      | 西尾町                        | 明治39年5月1日 合併 西尾町   | 西尾町                      | 西尾町                       | 昭和28年12月15日 市制 西尾市                  | 西尾市                                    | 西尾市                      | 西尾市        |
| 西 尾 城 下  | 西尾塩町     |                 | 西尾町                      | 西尾町                        | 明治39年5月1日 合併 西尾町   | 西尾町                      | 西尾町                       | 昭和28年12月15日 市制 西尾市                  | 西尾市                                    | 西尾市                      | 西尾市        |
| 西 尾 城 下  | 西尾会生町   |                 | 西尾町                      | 西尾町                        | 明治39年5月1日 合併 西尾町   | 西尾町                      | 西尾町                       | 昭和28年12月15日 市制 西尾市                  | 西尾市                                    | 西尾市                      | 西尾市        |
| 西 尾 城 下  | 西尾満全町   |                 | 西尾町                      | 西尾町                        | 明治39年5月1日 合併 西尾町   | 西尾町                      | 西尾町                       | 昭和28年12月15日 市制 西尾市                  | 西尾市                                    | 西尾市                      | 西尾市        |
| 西尾村       | 西尾村       | 鶴城村          | 西尾町                      | 西尾町                        | 明治39年5月1日 合併 西尾町   | 西尾町                      | 西尾町                       | 昭和28年12月15日 市制 西尾市                  | 西尾市                                    | 西尾市                      | 西尾市        |
| 八ツ面村     | 八ツ面村     | 八ツ面村        | 久麻久村                    | 久麻久村                      | 明治39年5月1日 合併 西尾町   | 西尾町                      | 西尾町                       | 昭和28年12月15日 市制 西尾市                  | 西尾市                                    | 西尾市                      | 西尾市        |
| 伊藤村       |              |                 | 久麻久村                    | 久麻久村                      | 明治39年5月1日 合併 西尾町   | 西尾町                      | 西尾町                       | 昭和28年12月15日 市制 西尾市                  | 西尾市                                    | 西尾市                      | 西尾市        |
| 新渡場村     |              |                 | 久麻久村                    | 久麻久村                      | 明治39年5月1日 合併 西尾町   | 西尾町                      | 西尾町                       | 昭和28年12月15日 市制 西尾市                  | 西尾市                                    | 西尾市                      | 西尾市        |
| 戸ケ崎村     |              |                 | 久麻久村                    | 久麻久村                      | 明治39年5月1日 合併 西尾町   | 西尾町                      | 西尾町                       | 昭和28年12月15日 市制 西尾市                  | 西尾市                                    | 西尾市                      | 西尾市        |
| 碧 海 郡     | 古新田村     | 幡豆郡 志貴野村 | 久麻久村                    | 久麻久村                      | 明治39年5月1日 合併 西尾町   | 西尾町                      | 西尾町                       | 昭和28年12月15日 市制 西尾市                  | 西尾市                                    | 西尾市                      | 西尾市        |
| 碧 海 郡     | 新々田村     | 幡豆郡 志貴野村 | 久麻久村                    | 久麻久村                      | 明治39年5月1日 合併 西尾町   | 西尾町                      | 西尾町                       | 昭和28年12月15日 市制 西尾市                  | 西尾市                                    | 西尾市                      | 西尾市        |
| 西中野村     | 西中野村     | 中原村          | 久麻久村                    | 久麻久村                      | 明治39年5月1日 合併 西尾町   | 西尾町                      | 西尾町                       | 昭和28年12月15日 市制 西尾市                  | 西尾市                                    | 西尾市                      | 西尾市        |
| 作原村       |              | 中原村          | 久麻久村                    | 久麻久村                      | 明治39年5月1日 合併 西尾町   | 西尾町                      | 西尾町                       | 昭和28年12月15日 市制 西尾市                  | 西尾市                                    | 西尾市                      | 西尾市        |
| 志籠谷村     |              |                 | 久麻久村                    | 久麻久村                      | 明治39年5月1日 合併 西尾町   | 西尾町                      | 西尾町                       | 昭和28年12月15日 市制 西尾市                  | 西尾市                                    | 西尾市                      | 西尾市        |
| 熊子村       | 熊子村       | 熊味村          | 久麻久村                    | 久麻久村                      | 明治39年5月1日 合併 西尾町   | 西尾町                      | 西尾町                       | 昭和28年12月15日 市制 西尾市                  | 西尾市                                    | 西尾市                      | 西尾市        |
| 味崎村       |              | 熊味村          | 久麻久村                    | 久麻久村                      | 明治39年5月1日 合併 西尾町   | 西尾町                      | 西尾町                       | 昭和28年12月15日 市制 西尾市                  | 西尾市                                    | 西尾市                      | 西尾市        |
| 寄住村       |              |                 | 久麻久村                    | 久麻久村                      | 明治39年5月1日 合併 西尾町   | 西尾町                      | 西尾町                       | 昭和28年12月15日 市制 西尾市                  | 西尾市                                    | 西尾市                      | 西尾市        |
| 道光寺村     |              |                 | 久麻久村                    | 久麻久村                      | 明治39年5月1日 合併 西尾町   | 西尾町                      | 西尾町                       | 昭和28年12月15日 市制 西尾市                  | 西尾市                                    | 西尾市                      | 西尾市        |
| 小間村       | 小間村       | 小間村          | 西野町村                    | 西野町村                      | 明治39年5月1日 合併 西尾町   | 西尾町                      | 西尾町                       | 昭和28年12月15日 市制 西尾市                  | 西尾市                                    | 西尾市                      | 西尾市        |
| 浅井村       |              | 小間村          | 西野町村                    | 西野町村                      | 明治39年5月1日 合併 西尾町   | 西尾町                      | 西尾町                       | 昭和28年12月15日 市制 西尾市                  | 西尾市                                    | 西尾市                      | 西尾市        |
| 上町村       | 上町村       | 上町村          | 西野町村                    | 西野町村                      | 明治39年5月1日 合併 西尾町   | 西尾町                      | 西尾町                       | 昭和28年12月15日 市制 西尾市                  | 西尾市                                    | 西尾市                      | 西尾市        |
| 森下村       |              | 上町村          | 西野町村                    | 西野町村                      | 明治39年5月1日 合併 西尾町   | 西尾町                      | 西尾町                       | 昭和28年12月15日 市制 西尾市                  | 西尾市                                    | 西尾市                      | 西尾市        |
| 六ツ家村     |              | 上町村          | 西野町村                    | 西野町村                      | 明治39年5月1日 合併 西尾町   | 西尾町                      | 西尾町                       | 昭和28年12月15日 市制 西尾市                  | 西尾市                                    | 西尾市                      | 西尾市        |
| 下町村       |              |                 | 西野町村                    | 西野町村                      | 明治39年5月1日 合併 西尾町   | 西尾町                      | 西尾町                       | 昭和28年12月15日 市制 西尾市                  | 西尾市                                    | 西尾市                      | 西尾市        |
| 田貫村       | 田貫村       | 田貫村          | 西野町村                    | 西野町村                      | 明治39年5月1日 合併 平坂村   | 大正13年10月1日 町制 平坂町 | 平坂町                       | 昭和28年12月15日 西尾町に編入 即日市制 西尾市 | 西尾市                                    | 西尾市                      | 西尾市        |
| 蒲原新田     |              | 田貫村          | 西野町村                    | 西野町村                      | 明治39年5月1日 合併 平坂村   | 大正13年10月1日 町制 平坂町 | 平坂町                       | 昭和28年12月15日 西尾町に編入 即日市制 西尾市 | 西尾市                                    | 西尾市                      | 西尾市        |
| 中畑村       | 中畑村       | 中畑村          | 中畑村                      | 中畑村                        | 明治39年5月1日 合併 平坂村   | 大正13年10月1日 町制 平坂町 | 平坂町                       | 昭和28年12月15日 西尾町に編入 即日市制 西尾市 | 西尾市                                    | 西尾市                      | 西尾市        |
| 平坂村       | 平坂村       | 平坂村          | 平坂村                      | 明治26年11月8日 町制 平坂町   | 明治39年5月1日 合併 平坂村   | 大正13年10月1日 町制 平坂町 | 平坂町                       | 平坂町                                        | 昭和29年8月10日 西尾市に編入              | 西尾市                      | 西尾市        |
| 楠村         |              | 平坂村          | 平坂村                      | 明治26年11月8日 町制 平坂町   | 明治39年5月1日 合併 平坂村   | 大正13年10月1日 町制 平坂町 | 平坂町                       | 平坂町                                        | 昭和29年8月10日 西尾市に編入              | 西尾市                      | 西尾市        |
| 西小梛新田   |              | 平坂村          | 平坂村                      | 明治26年11月8日 町制 平坂町   | 明治39年5月1日 合併 平坂村   | 大正13年10月1日 町制 平坂町 | 平坂町                       | 平坂町                                        | 昭和29年8月10日 西尾市に編入              | 西尾市                      | 西尾市        |
| 小栗新田     |              | 平坂村          | 平坂村                      | 明治26年11月8日 町制 平坂町   | 明治39年5月1日 合併 平坂村   | 大正13年10月1日 町制 平坂町 | 平坂町                       | 平坂町                                        | 昭和29年8月10日 西尾市に編入              | 西尾市                      | 西尾市        |
| 寺津村       | 寺津村       | 寺津村          | 寺津村                      | 寺津村                        | 明治39年5月1日 合併 寺津村   | 昭和4年4月1日 町制 寺津町   | 寺津町                       | 寺津町                                        | 昭和29年8月10日 西尾市に編入              | 西尾市                      | 西尾市        |
| 徳永村       |              |                 | 寺津村                      | 寺津村                        | 明治39年5月1日 合併 寺津村   | 昭和4年4月1日 町制 寺津町   | 寺津町                       | 寺津町                                        | 昭和29年8月10日 西尾市に編入              | 西尾市                      | 西尾市        |
| 巨海村       | 巨海村       | 巨海村          | 西崎村                      | 西崎村                        | 明治39年5月1日 合併 寺津村   | 昭和4年4月1日 町制 寺津町   | 寺津町                       | 寺津町                                        | 昭和29年8月10日 西尾市に編入              | 西尾市                      | 西尾市        |
| 刈宿村       |              |                 | 西崎村                      | 西崎村                        | 明治39年5月1日 合併 寺津村   | 昭和4年4月1日 町制 寺津町   | 寺津町                       | 寺津町                                        | 昭和29年8月10日 西尾市に編入              | 西尾市                      | 西尾市        |
| 中根村       |              |                 | 西崎村                      | 西崎村                        | 明治39年5月1日 合併 寺津村   | 昭和4年4月1日 町制 寺津町   | 寺津町                       | 寺津町                                        | 昭和29年8月10日 西尾市に編入              | 西尾市                      | 西尾市        |
| 深池村       | 深池村       | 深池村          | 大宝村                      | 大宝村                        | 明治39年5月1日 合併 福地村   | 福地村                      | 福地村                       | 福地村                                        | 昭和29年8月10日 西尾市に編入              | 西尾市                      | 西尾市        |
| 川口村       |              |                 | 大宝村                      | 大宝村                        | 明治39年5月1日 合併 福地村   | 福地村                      | 福地村                       | 福地村                                        | 昭和29年8月10日 西尾市に編入              | 西尾市                      | 西尾市        |
| 菱池村       |              |                 | 大宝村                      | 大宝村                        | 明治39年5月1日 合併 福地村   | 福地村                      | 福地村                       | 福地村                                        | 昭和29年8月10日 西尾市に編入              | 西尾市                      | 西尾市        |
| 上今川村     | 上今川村     | 今川村          | 大宝村                      | 大宝村                        | 明治39年5月1日 合併 福地村   | 福地村                      | 福地村                       | 福地村                                        | 昭和29年8月10日 西尾市に編入              | 西尾市                      | 西尾市        |
| 下今川村     |              | 今川村          | 大宝村                      | 大宝村                        | 明治39年5月1日 合併 福地村   | 福地村                      | 福地村                       | 福地村                                        | 昭和29年8月10日 西尾市に編入              | 西尾市                      | 西尾市        |
| 今井村       |              | 今川村          | 大宝村                      | 大宝村                        | 明治39年5月1日 合併 福地村   | 福地村                      | 福地村                       | 福地村                                        | 昭和29年8月10日 西尾市に編入              | 西尾市                      | 西尾市        |
| 徳次村       | 徳次村       | 徳次村          | 大宝村                      | 大宝村                        | 明治39年5月1日 合併 西尾町   | 西尾町                      | 西尾町                       | 昭和28年12月15日 市制 西尾市                  | 西尾市                                    | 西尾市                      | 西尾市        |
| 丁田村       |              |                 | 大宝村                      | 大宝村                        | 明治39年5月1日 合併 西尾町   | 西尾町                      | 西尾町                       | 昭和28年12月15日 市制 西尾市                  | 西尾市                                    | 西尾市                      | 西尾市        |
| 寄近村       |              |                 | 大宝村                      | 大宝村                        | 明治39年5月1日 合併 西尾町   | 西尾町                      | 西尾町                       | 昭和28年12月15日 市制 西尾市                  | 西尾市                                    | 西尾市                      | 西尾市        |
| 矢曽根村     |              |                 | 大宝村                      | 大宝村                        | 明治39年5月1日 合併 西尾町   | 西尾町                      | 西尾町                       | 昭和28年12月15日 市制 西尾市                  | 西尾市                                    | 西尾市                      | 西尾市        |
| 小焼野村     | 小焼野村     | 小焼野村        | 井崎村                      | 井崎村                        | 明治39年5月1日 合併 福地村   | 福地村                      | 昭和27年12月1日 西尾町に編入 | 昭和28年12月15日 市制 西尾市                  | 西尾市                                    | 西尾市                      | 西尾市        |
| 鵜ケ池村     | 鵜ケ池村     | 鵜ケ池村        | 井崎村                      | 井崎村                        | 明治39年5月1日 合併 福地村   | 福地村                      | 福地村                       | 福地村                                        | 昭和29年8月10日 西尾市に編入              | 西尾市                      | 西尾市        |
| 宅野島村     |              |                 | 井崎村                      | 井崎村                        | 明治39年5月1日 合併 福地村   | 福地村                      | 福地村                       | 福地村                                        | 昭和29年8月10日 西尾市に編入              | 西尾市                      | 西尾市        |
| 細池村       |              |                 | 井崎村                      | 井崎村                        | 明治39年5月1日 合併 福地村   | 福地村                      | 福地村                       | 福地村                                        | 昭和29年8月10日 西尾市に編入              | 西尾市                      | 西尾市        |
| 鎌谷村       |              |                 | 井崎村                      | 井崎村                        | 明治39年5月1日 合併 福地村   | 福地村                      | 福地村                       | 福地村                                        | 昭和29年8月10日 西尾市に編入              | 西尾市                      | 西尾市        |
| 十郎島村     |              |                 | 井崎村                      | 井崎村                        | 明治39年5月1日 合併 福地村   | 福地村                      | 福地村                       | 福地村                                        | 昭和29年8月10日 西尾市に編入              | 西尾市                      | 西尾市        |
| 須脇村       |              |                 | 井崎村                      | 井崎村                        | 明治39年5月1日 合併 福地村   | 福地村                      | 福地村                       | 福地村                                        | 昭和29年8月10日 西尾市に編入              | 西尾市                      | 西尾市        |
| 上道目記村   | 上道目記村   | 上道目記村      | 豊田村                      | 豊田村                        | 明治39年5月1日 合併 福地村   | 福地村                      | 福地村                       | 福地村                                        | 昭和29年8月10日 西尾市に編入              | 西尾市                      | 西尾市        |
| 下道目記村   |              |                 | 豊田村                      | 豊田村                        | 明治39年5月1日 合併 福地村   | 福地村                      | 福地村                       | 福地村                                        | 昭和29年8月10日 西尾市に編入              | 西尾市                      | 西尾市        |
| 八ケ尻村     |              |                 | 豊田村                      | 豊田村                        | 明治39年5月1日 合併 福地村   | 福地村                      | 福地村                       | 福地村                                        | 昭和29年8月10日 西尾市に編入              | 西尾市                      | 西尾市        |
| 行用村       |              |                 | 豊田村                      | 豊田村                        | 明治39年5月1日 合併 福地村   | 福地村                      | 福地村                       | 福地村                                        | 昭和29年8月10日 西尾市に編入              | 西尾市                      | 西尾市        |
| 針曽根村     |              |                 | 豊田村                      | 豊田村                        | 明治39年5月1日 合併 福地村   | 福地村                      | 福地村                       | 福地村                                        | 昭和29年8月10日 西尾市に編入              | 西尾市                      | 西尾市        |
| 長縄村       |              |                 | 豊田村                      | 豊田村                        | 明治39年5月1日 合併 福地村   | 福地村                      | 福地村                       | 福地村                                        | 昭和29年8月10日 西尾市に編入              | 西尾市                      | 西尾市        |
| 斎藤村       |              |                 | 豊田村                      | 豊田村                        | 明治39年5月1日 合併 福地村   | 福地村                      | 福地村                       | 福地村                                        | 昭和29年8月10日 西尾市に編入              | 西尾市                      | 西尾市        |
| 熱池村       |              |                 | 豊田村                      | 豊田村                        | 明治39年5月1日 合併 福地村   | 福地村                      | 福地村                       | 福地村                                        | 昭和29年8月10日 西尾市に編入              | 西尾市                      | 西尾市        |
| 市子村       | 市子村       | 市子村          | 六郷村                      | 六郷村                        | 明治39年5月1日 合併 福地村   | 福地村                      | 福地村                       | 福地村                                        | 昭和29年8月10日 西尾市に編入              | 西尾市                      | 西尾市        |
| 笹曽根村     |              |                 | 六郷村                      | 六郷村                        | 明治39年5月1日 合併 福地村   | 福地村                      | 福地村                       | 福地村                                        | 昭和29年8月10日 西尾市に編入              | 西尾市                      | 西尾市        |
| 平口村       |              |                 | 六郷村                      | 六郷村                        | 明治39年5月1日 合併 福地村   | 福地村                      | 福地村                       | 福地村                                        | 昭和29年8月10日 西尾市に編入              | 西尾市                      | 西尾市        |
| 野々宮村     |              |                 | 六郷村                      | 六郷村                        | 明治39年5月1日 合併 福地村   | 福地村                      | 福地村                       | 福地村                                        | 昭和29年8月10日 西尾市に編入              | 西尾市                      | 西尾市        |
| 横手村       |              |                 | 六郷村                      | 六郷村                        | 明治39年5月1日 合併 福地村   | 福地村                      | 福地村                       | 福地村                                        | 昭和29年8月10日 西尾市に編入              | 西尾市                      | 西尾市        |
| 天竹村       |              |                 | 六郷村                      | 六郷村                        | 明治39年5月1日 合併 福地村   | 福地村                      | 福地村                       | 福地村                                        | 昭和29年8月10日 西尾市に編入              | 西尾市                      | 西尾市        |
| 室村         | 室村         | 室村            | 室場村                      | 室場村                        | 室場村                       | 昭和7年9月1日 合併 室場村   | 室場村                       | 室場村                                        | 昭和29年8月10日 西尾市に編入              | 西尾市                      | 西尾市        |
| 駒場村       |              |                 | 室場村                      | 室場村                        | 室場村                       | 昭和7年9月1日 合併 室場村   | 室場村                       | 室場村                                        | 昭和29年8月10日 西尾市に編入              | 西尾市                      | 西尾市        |
| 花蔵寺村     | 花蔵寺村     | 花蔵寺村        | 花明村                      | 花明村                        | 花明村                       | 昭和7年9月1日 合併 室場村   | 室場村                       | 室場村                                        | 昭和29年8月10日 西尾市に編入              | 西尾市                      | 西尾市        |
| 善明村       |              |                 | 花明村                      | 花明村                        | 花明村                       | 昭和7年9月1日 合併 室場村   | 室場村                       | 室場村                                        | 昭和29年8月10日 西尾市に編入              | 西尾市                      | 西尾市        |
| 家武村       | 家武村       | 家武村          | 家武村                      | 家武村                        | 家武村                       | 昭和7年9月1日 合併 室場村   | 室場村                       | 室場村                                        | 昭和29年8月10日 西尾市に編入              | 西尾市                      | 西尾市        |
| 平原村       | 平原村       | 平原村          | 平原村                      | 平原村                        | 平原村                       | 昭和7年9月1日 合併 室場村   | 室場村                       | 室場村                                        | 昭和29年8月10日 西尾市に編入              | 西尾市                      | 西尾市        |
| 西浅井村     | 西浅井村     | 西浅井村        | 川崎村                      | 川崎村                        | 明治39年5月1日 合併 三和村   | 三和村                      | 三和村                       | 三和村                                        | 昭和30年1月1日 西尾市に編入               | 西尾市                      | 西尾市        |
| 東浅井村     |              |                 | 川崎村                      | 川崎村                        | 明治39年5月1日 合併 三和村   | 三和村                      | 三和村                       | 三和村                                        | 昭和30年1月1日 西尾市に編入               | 西尾市                      | 西尾市        |
| 高落村       |              |                 | 川崎村                      | 川崎村                        | 明治39年5月1日 合併 三和村   | 三和村                      | 三和村                       | 三和村                                        | 昭和30年1月1日 西尾市に編入               | 西尾市                      | 西尾市        |
| 新村         |              |                 | 川崎村                      | 川崎村                        | 明治39年5月1日 合併 三和村   | 三和村                      | 三和村                       | 三和村                                        | 昭和30年1月1日 西尾市に編入               | 西尾市                      | 西尾市        |
| 小島村       |              |                 | 川崎村                      | 川崎村                        | 明治39年5月1日 合併 三和村   | 三和村                      | 三和村                       | 三和村                                        | 昭和30年1月1日 西尾市に編入               | 西尾市                      | 西尾市        |
| 米野村       |              |                 | 川崎村                      | 川崎村                        | 明治39年5月1日 合併 三和村   | 三和村                      | 三和村                       | 三和村                                        | 昭和30年1月1日 西尾市に編入               | 西尾市                      | 西尾市        |
| 江原村       | 江原村       | 江原村          | 御鍬村                      | 御鍬村                        | 明治39年5月1日 合併 三和村   | 三和村                      | 三和村                       | 三和村                                        | 昭和30年1月1日 西尾市に編入               | 西尾市                      | 西尾市        |
| 岡島村       |              |                 | 御鍬村                      | 御鍬村                        | 明治39年5月1日 合併 三和村   | 三和村                      | 三和村                       | 三和村                                        | 昭和30年1月1日 西尾市に編入               | 西尾市                      | 西尾市        |
| 尾花村       |              |                 | 御鍬村                      | 御鍬村                        | 明治39年5月1日 合併 三和村   | 三和村                      | 三和村                       | 三和村                                        | 昭和30年1月1日 西尾市に編入               | 西尾市                      | 西尾市        |
| 和気村       |              |                 | 御鍬村                      | 御鍬村                        | 明治39年5月1日 合併 三和村   | 三和村                      | 三和村                       | 三和村                                        | 昭和30年1月1日 西尾市に編入               | 西尾市                      | 西尾市        |
| 大和田村     |              |                 | 御鍬村                      | 御鍬村                        | 明治39年5月1日 合併 三和村   | 三和村                      | 三和村                       | 三和村                                        | 昭和30年1月1日 西尾市に編入               | 西尾市                      | 西尾市        |
| 高河原村     |              |                 | 御鍬村                      | 御鍬村                        | 明治39年5月1日 合併 三和村   | 三和村                      | 三和村                       | 三和村                                        | 昭和30年1月1日 西尾市に編入               | 西尾市                      | 西尾市        |
| 貝吹村       | 貝吹村       | 貝吹村          | 吹羽良村                    | 吹羽良村                      | 明治39年5月1日 合併 三和村   | 三和村                      | 三和村                       | 三和村                                        | 昭和30年1月1日 西尾市に編入               | 西尾市                      | 西尾市        |
| 上羽角村     |              |                 | 吹羽良村                    | 吹羽良村                      | 明治39年5月1日 合併 三和村   | 三和村                      | 三和村                       | 三和村                                        | 昭和30年1月1日 西尾市に編入               | 西尾市                      | 西尾市        |
| 下羽角村     |              |                 | 吹羽良村                    | 吹羽良村                      | 明治39年5月1日 合併 三和村   | 三和村                      | 三和村                       | 三和村                                        | 昭和30年1月1日 西尾市に編入               | 西尾市                      | 西尾市        |
| 上永良村     |              |                 | 吹羽良村                    | 吹羽良村                      | 明治39年5月1日 合併 三和村   | 三和村                      | 三和村                       | 三和村                                        | 昭和30年1月1日 西尾市に編入               | 西尾市                      | 西尾市        |
| 下永良村     |              |                 | 吹羽良村                    | 吹羽良村                      | 明治39年5月1日 合併 三和村   | 三和村                      | 三和村                       | 三和村                                        | 昭和30年1月1日 西尾市に編入               | 西尾市                      | 西尾市        |
| 西戸城村     | 西戸城村     | 西幡豆村        | 幡豆村                      | 幡豆村                        | 明治39年5月1日 合併 幡豆村   | 昭和3年10月1日 町制 幡豆町  | 幡豆町                       | 幡豆町                                        | 幡豆町                                    | 平成23年4月1日 西尾市に編入 | 西尾市        |
| 小野谷村     |              | 西幡豆村        | 幡豆村                      | 幡豆村                        | 明治39年5月1日 合併 幡豆村   | 昭和3年10月1日 町制 幡豆町  | 幡豆町                       | 幡豆町                                        | 幡豆町                                    | 平成23年4月1日 西尾市に編入 | 西尾市        |
| 欠村         |              | 西幡豆村        | 幡豆村                      | 幡豆村                        | 明治39年5月1日 合併 幡豆村   | 昭和3年10月1日 町制 幡豆町  | 幡豆町                       | 幡豆町                                        | 幡豆町                                    | 平成23年4月1日 西尾市に編入 | 西尾市        |
| 八幡村       |              | 西幡豆村        | 幡豆村                      | 幡豆村                        | 明治39年5月1日 合併 幡豆村   | 昭和3年10月1日 町制 幡豆町  | 幡豆町                       | 幡豆町                                        | 幡豆町                                    | 平成23年4月1日 西尾市に編入 | 西尾市        |
| 中村         |              | 西幡豆村        | 幡豆村                      | 幡豆村                        | 明治39年5月1日 合併 幡豆村   | 昭和3年10月1日 町制 幡豆町  | 幡豆町                       | 幡豆町                                        | 幡豆町                                    | 平成23年4月1日 西尾市に編入 | 西尾市        |
| 門内村       |              | 西幡豆村        | 幡豆村                      | 幡豆村                        | 明治39年5月1日 合併 幡豆村   | 昭和3年10月1日 町制 幡豆町  | 幡豆町                       | 幡豆町                                        | 幡豆町                                    | 平成23年4月1日 西尾市に編入 | 西尾市        |
| 中門内村     |              | 西幡豆村        | 幡豆村                      | 幡豆村                        | 明治39年5月1日 合併 幡豆村   | 昭和3年10月1日 町制 幡豆町  | 幡豆町                       | 幡豆町                                        | 幡豆町                                    | 平成23年4月1日 西尾市に編入 | 西尾市        |
| 寺部村       |              |                 | 幡豆村                      | 幡豆村                        | 明治39年5月1日 合併 幡豆村   | 昭和3年10月1日 町制 幡豆町  | 幡豆町                       | 幡豆町                                        | 幡豆町                                    | 平成23年4月1日 西尾市に編入 | 西尾市        |
| 鳥羽村       |              |                 | 幡豆村                      | 幡豆村                        | 明治39年5月1日 合併 幡豆村   | 昭和3年10月1日 町制 幡豆町  | 幡豆町                       | 幡豆町                                        | 幡豆町                                    | 平成23年4月1日 西尾市に編入 | 西尾市        |
| 洲崎村       | 洲崎村       | 東幡豆村        | 東幡豆村                    | 東幡豆村                      | 明治39年5月1日 合併 幡豆村   | 昭和3年10月1日 町制 幡豆町  | 幡豆町                       | 幡豆町                                        | 幡豆町                                    | 平成23年4月1日 西尾市に編入 | 西尾市        |
| 鹿川村       |              | 東幡豆村        | 東幡豆村                    | 東幡豆村                      | 明治39年5月1日 合併 幡豆村   | 昭和3年10月1日 町制 幡豆町  | 幡豆町                       | 幡豆町                                        | 幡豆町                                    | 平成23年4月1日 西尾市に編入 | 西尾市        |
| 山口村       |              | 東幡豆村        | 東幡豆村                    | 東幡豆村                      | 明治39年5月1日 合併 幡豆村   | 昭和3年10月1日 町制 幡豆町  | 幡豆町                       | 幡豆町                                        | 幡豆町                                    | 平成23年4月1日 西尾市に編入 | 西尾市        |
| 谷村         |              | 東幡豆村        | 東幡豆村                    | 東幡豆村                      | 明治39年5月1日 合併 幡豆村   | 昭和3年10月1日 町制 幡豆町  | 幡豆町                       | 幡豆町                                        | 幡豆町                                    | 平成23年4月1日 西尾市に編入 | 西尾市        |
| 森村         |              | 東幡豆村        | 東幡豆村                    | 東幡豆村                      | 明治39年5月1日 合併 幡豆村   | 昭和3年10月1日 町制 幡豆町  | 幡豆町                       | 幡豆町                                        | 幡豆町                                    | 平成23年4月1日 西尾市に編入 | 西尾市        |
| 彦田村       |              | 東幡豆村        | 東幡豆村                    | 東幡豆村                      | 明治39年5月1日 合併 幡豆村   | 昭和3年10月1日 町制 幡豆町  | 幡豆町                       | 幡豆町                                        | 幡豆町                                    | 平成23年4月1日 西尾市に編入 | 西尾市        |
| 小見行村     |              | 東幡豆村        | 東幡豆村                    | 東幡豆村                      | 明治39年5月1日 合併 幡豆村   | 昭和3年10月1日 町制 幡豆町  | 幡豆町                       | 幡豆町                                        | 幡豆町                                    | 平成23年4月1日 西尾市に編入 | 西尾市        |
| 上畑村       |              | 東幡豆村        | 東幡豆村                    | 東幡豆村                      | 明治39年5月1日 合併 幡豆村   | 昭和3年10月1日 町制 幡豆町  | 幡豆町                       | 幡豆町                                        | 幡豆町                                    | 平成23年4月1日 西尾市に編入 | 西尾市        |
| 桑畑村       |              | 東幡豆村        | 東幡豆村                    | 東幡豆村                      | 明治39年5月1日 合併 幡豆村   | 昭和3年10月1日 町制 幡豆町  | 幡豆町                       | 幡豆町                                        | 幡豆町                                    | 平成23年4月1日 西尾市に編入 | 西尾市        |
| 上横須賀村   | 上横須賀村   | 横須賀村        | 横須賀村                    | 明治25年5月13日 町制 横須賀町 | 明治39年5月1日 合併 横須賀村 | 横須賀村                    | 横須賀村                     | 横須賀村                                      | 昭和30年3月10日 合併 吉良町               | 平成23年4月1日 西尾市に編入 | 西尾市        |
| 下横須賀村   |              | 横須賀村        | 横須賀村                    | 明治25年5月13日 町制 横須賀町 | 明治39年5月1日 合併 横須賀村 | 横須賀村                    | 横須賀村                     | 横須賀村                                      | 昭和30年3月10日 合併 吉良町               | 平成23年4月1日 西尾市に編入 | 西尾市        |
| 中野村       |              | 横須賀村        | 横須賀村                    | 明治25年5月13日 町制 横須賀町 | 明治39年5月1日 合併 横須賀村 | 横須賀村                    | 横須賀村                     | 横須賀村                                      | 昭和30年3月10日 合併 吉良町               | 平成23年4月1日 西尾市に編入 | 西尾市        |
| 荻原村       | 荻原村       | 荻原村          | 荻原村                      | 荻原村                        | 明治39年5月1日 合併 横須賀村 | 横須賀村                    | 横須賀村                     | 横須賀村                                      | 昭和30年3月10日 合併 吉良町               | 平成23年4月1日 西尾市に編入 | 西尾市        |
| 饗庭村       |              |                 | 荻原村                      | 荻原村                        | 明治39年5月1日 合併 横須賀村 | 横須賀村                    | 横須賀村                     | 横須賀村                                      | 昭和30年3月10日 合併 吉良町               | 平成23年4月1日 西尾市に編入 | 西尾市        |
| 酒井村       |              |                 | 荻原村                      | 荻原村                        | 明治39年5月1日 合併 横須賀村 | 横須賀村                    | 横須賀村                     | 横須賀村                                      | 昭和30年3月10日 合併 吉良町               | 平成23年4月1日 西尾市に編入 | 西尾市        |
| 津平村       | 津平村       | 津平村          | 厨村                        | 厨村                          | 明治39年5月1日 合併 横須賀村 | 横須賀村                    | 横須賀村                     | 横須賀村                                      | 昭和30年3月10日 合併 吉良町               | 平成23年4月1日 西尾市に編入 | 西尾市        |
| 宮迫村       |              |                 | 厨村                        | 厨村                          | 明治39年5月1日 合併 横須賀村 | 横須賀村                    | 横須賀村                     | 横須賀村                                      | 昭和30年3月10日 合併 吉良町               | 平成23年4月1日 西尾市に編入 | 西尾市        |
| 駮馬村       |              |                 | 厨村                        | 厨村                          | 明治39年5月1日 合併 横須賀村 | 横須賀村                    | 横須賀村                     | 横須賀村                                      | 昭和30年3月10日 合併 吉良町               | 平成23年4月1日 西尾市に編入 | 西尾市        |
| 友国村       |              |                 | 厨村                        | 厨村                          | 明治39年5月1日 合併 横須賀村 | 横須賀村                    | 横須賀村                     | 横須賀村                                      | 昭和30年3月10日 合併 吉良町               | 平成23年4月1日 西尾市に編入 | 西尾市        |
| 瀬戸村       | 瀬戸村       | 瀬戸村          | 瀬門村                      | 瀬門村                        | 明治39年5月1日 合併 横須賀村 | 横須賀村                    | 横須賀村                     | 横須賀村                                      | 昭和30年3月10日 合併 吉良町               | 平成23年4月1日 西尾市に編入 | 西尾市        |
| 寺島村       |              |                 | 瀬門村                      | 瀬門村                        | 明治39年5月1日 合併 横須賀村 | 横須賀村                    | 横須賀村                     | 横須賀村                                      | 昭和30年3月10日 合併 吉良町               | 平成23年4月1日 西尾市に編入 | 西尾市        |
| 岡山村       | 岡山村       | 岡山村          | 瀬門村                      | 瀬門村                        | 明治39年5月1日 合併 横須賀村 | 横須賀村                    | 横須賀村                     | 横須賀村                                      | 昭和30年3月10日 合併 吉良町               | 平成23年4月1日 西尾市に編入 | 西尾市        |
| 尾崎新田     |              | 岡山村          | 瀬門村                      | 瀬門村                        | 明治39年5月1日 合併 横須賀村 | 横須賀村                    | 横須賀村                     | 横須賀村                                      | 昭和30年3月10日 合併 吉良町               | 平成23年4月1日 西尾市に編入 | 西尾市        |
| 木田村       |              |                 | 瀬門村                      | 瀬門村                        | 明治39年5月1日 合併 横須賀村 | 横須賀村                    | 横須賀村                     | 横須賀村                                      | 昭和30年3月10日 合併 吉良町               | 平成23年4月1日 西尾市に編入 | 西尾市        |
| 小牧村       |              |                 | 瀬門村                      | 瀬門村                        | 明治39年5月1日 合併 横須賀村 | 横須賀村                    | 横須賀村                     | 横須賀村                                      | 昭和30年3月10日 合併 吉良町               | 平成23年4月1日 西尾市に編入 | 西尾市        |
| 富田村       | 富田村       | 富田村          | 富田村                      | 富田村                        | 明治39年5月1日 合併 横須賀村 | 横須賀村                    | 横須賀村                     | 横須賀村                                      | 昭和30年3月10日 合併 吉良町               | 平成23年4月1日 西尾市に編入 | 西尾市        |
| 八幡川田村   |              |                 | 富田村                      | 富田村                        | 明治39年5月1日 合併 横須賀村 | 横須賀村                    | 横須賀村                     | 横須賀村                                      | 昭和30年3月10日 合併 吉良町               | 平成23年4月1日 西尾市に編入 | 西尾市        |
| 吉田村       | 吉田村       | 吉田村          | 吉田村                      | 吉田村                        | 明治39年5月1日 合併 吉田村   | 大正13年1月1日 町制 吉田町  | 吉田町                       | 吉田町                                        | 昭和30年3月10日 合併 吉良町               | 平成23年4月1日 西尾市に編入 | 西尾市        |
| 大島村       |              |                 | 吉田村                      | 吉田村                        | 明治39年5月1日 合併 吉田村   | 大正13年1月1日 町制 吉田町  | 吉田町                       | 吉田町                                        | 昭和30年3月10日 合併 吉良町               | 平成23年4月1日 西尾市に編入 | 西尾市        |
| 宮崎村       | 宮崎村       | 宮崎村          | 宮崎村                      | 宮崎村                        | 明治39年5月1日 合併 吉田村   | 大正13年1月1日 町制 吉田町  | 吉田町                       | 吉田町                                        | 昭和30年3月10日 合併 吉良町               | 平成23年4月1日 西尾市に編入 | 西尾市        |
| 乙川村       | 乙川村       | 乙川村          | 保定村                      | 保定村                        | 明治39年5月1日 合併 吉田村   | 大正13年1月1日 町制 吉田町  | 吉田町                       | 吉田町                                        | 昭和30年3月10日 合併 吉良町               | 平成23年4月1日 西尾市に編入 | 西尾市        |
| 小山田村     |              |                 | 保定村                      | 保定村                        | 明治39年5月1日 合併 吉田村   | 大正13年1月1日 町制 吉田町  | 吉田町                       | 吉田町                                        | 昭和30年3月10日 合併 吉良町               | 平成23年4月1日 西尾市に編入 | 西尾市        |
| 白浜新田村   |              |                 | 保定村                      | 保定村                        | 明治39年5月1日 合併 吉田村   | 大正13年1月1日 町制 吉田町  | 吉田町                       | 吉田町                                        | 昭和30年3月10日 合併 吉良町               | 平成23年4月1日 西尾市に編入 | 西尾市        |
| 富吉新田村   |              |                 | 保定村                      | 保定村                        | 明治39年5月1日 合併 吉田村   | 大正13年1月1日 町制 吉田町  | 吉田町                       | 吉田町                                        | 昭和30年3月10日 合併 吉良町               | 平成23年4月1日 西尾市に編入 | 西尾市        |
| 一色村       | 一色村       | 一色村          | 一色村                      | 明治25年5月13日 町制 一色町   | 明治39年5月1日 合併 一色村   | 大正12年10月1日 町制 一色町 | 一色町                       | 一色町                                        | 一色町                                    | 平成23年4月1日 西尾市に編入 | 西尾市        |
| 藤江村       |              |                 | 一色村                      | 明治25年5月13日 町制 一色町   | 明治39年5月1日 合併 一色村   | 大正12年10月1日 町制 一色町 | 一色町                       | 一色町                                        | 一色町                                    | 平成23年4月1日 西尾市に編入 | 西尾市        |
| 坂田新田     |              |                 | 一色村                      | 明治25年5月13日 町制 一色町   | 明治39年5月1日 合併 一色村   | 大正12年10月1日 町制 一色町 | 一色町                       | 一色町                                        | 一色町                                    | 平成23年4月1日 西尾市に編入 | 西尾市        |
| 味浜村       | 味浜村       | 味浜村          | 味沢村                      | 味沢村                        | 明治39年5月1日 合併 一色村   | 大正12年10月1日 町制 一色町 | 一色町                       | 一色町                                        | 一色町                                    | 平成23年4月1日 西尾市に編入 | 西尾市        |
| 新斎村       |              | 味浜村          | 味沢村                      | 味沢村                        | 明治39年5月1日 合併 一色村   | 大正12年10月1日 町制 一色町 | 一色町                       | 一色町                                        | 一色町                                    | 平成23年4月1日 西尾市に編入 | 西尾市        |
| 中外沢村     | 中外沢村     | 中外沢村        | 味沢村                      | 味沢村                        | 明治39年5月1日 合併 一色村   | 大正12年10月1日 町制 一色町 | 一色町                       | 一色町                                        | 一色町                                    | 平成23年4月1日 西尾市に編入 | 西尾市        |
| 芦原村       |              | 中外沢村        | 味沢村                      | 味沢村                        | 明治39年5月1日 合併 一色村   | 大正12年10月1日 町制 一色町 | 一色町                       | 一色町                                        | 一色町                                    | 平成23年4月1日 西尾市に編入 | 西尾市        |
| 小藪新田     | 小藪新田     | 小藪村          | 味沢村                      | 味沢村                        | 明治39年5月1日 合併 一色村   | 大正12年10月1日 町制 一色町 | 一色町                       | 一色町                                        | 一色町                                    | 平成23年4月1日 西尾市に編入 | 西尾市        |
| 東実録新田   |              | 小藪村          | 味沢村                      | 味沢村                        | 明治39年5月1日 合併 一色村   | 大正12年10月1日 町制 一色町 | 一色町                       | 一色町                                        | 一色町                                    | 平成23年4月1日 西尾市に編入 | 西尾市        |
| 細川新田     | 細川新田     | 細川村          | 味沢村                      | 味沢村                        | 明治39年5月1日 合併 一色村   | 大正12年10月1日 町制 一色町 | 一色町                       | 一色町                                        | 一色町                                    | 平成23年4月1日 西尾市に編入 | 西尾市        |
| 大岡新田     |              | 細川村          | 味沢村                      | 味沢村                        | 明治39年5月1日 合併 一色村   | 大正12年10月1日 町制 一色町 | 一色町                       | 一色町                                        | 一色町                                    | 平成23年4月1日 西尾市に編入 | 西尾市        |
| 西実録新田   |              | 細川村          | 味沢村                      | 味沢村                        | 明治39年5月1日 合併 一色村   | 大正12年10月1日 町制 一色町 | 一色町                       | 一色町                                        | 一色町                                    | 平成23年4月1日 西尾市に編入 | 西尾市        |
| 北須村       | 北須村       | 治明村          | 栄生村                      | 栄生村                        | 明治39年5月1日 合併 一色村   | 大正12年10月1日 町制 一色町 | 一色町                       | 一色町                                        | 一色町                                    | 平成23年4月1日 西尾市に編入 | 西尾市        |
| 北浜村       |              | 治明村          | 栄生村                      | 栄生村                        | 明治39年5月1日 合併 一色村   | 大正12年10月1日 町制 一色町 | 一色町                       | 一色町                                        | 一色町                                    | 平成23年4月1日 西尾市に編入 | 西尾市        |
| 大戸村       |              | 治明村          | 栄生村                      | 栄生村                        | 明治39年5月1日 合併 一色村   | 大正12年10月1日 町制 一色町 | 一色町                       | 一色町                                        | 一色町                                    | 平成23年4月1日 西尾市に編入 | 西尾市        |
| 上平島村     |              | 治明村          | 栄生村                      | 栄生村                        | 明治39年5月1日 合併 一色村   | 大正12年10月1日 町制 一色町 | 一色町                       | 一色町                                        | 一色町                                    | 平成23年4月1日 西尾市に編入 | 西尾市        |
| 下平島村     |              | 治明村          | 栄生村                      | 栄生村                        | 明治39年5月1日 合併 一色村   | 大正12年10月1日 町制 一色町 | 一色町                       | 一色町                                        | 一色町                                    | 平成23年4月1日 西尾市に編入 | 西尾市        |
| 下新井村     | 下新井村     | 開正村          | 栄生村                      | 栄生村                        | 明治39年5月1日 合併 一色村   | 大正12年10月1日 町制 一色町 | 一色町                       | 一色町                                        | 一色町                                    | 平成23年4月1日 西尾市に編入 | 西尾市        |
| 久八荒子村   |              | 開正村          | 栄生村                      | 栄生村                        | 明治39年5月1日 合併 一色村   | 大正12年10月1日 町制 一色町 | 一色町                       | 一色町                                        | 一色町                                    | 平成23年4月1日 西尾市に編入 | 西尾市        |
| 北新田村     |              | 開正村          | 栄生村                      | 栄生村                        | 明治39年5月1日 合併 一色村   | 大正12年10月1日 町制 一色町 | 一色町                       | 一色町                                        | 一色町                                    | 平成23年4月1日 西尾市に編入 | 西尾市        |
| 西中村       |              | 開正村          | 栄生村                      | 栄生村                        | 明治39年5月1日 合併 一色村   | 大正12年10月1日 町制 一色町 | 一色町                       | 一色町                                        | 一色町                                    | 平成23年4月1日 西尾市に編入 | 西尾市        |
| 三ツ井村     |              | 開正村          | 栄生村                      | 栄生村                        | 明治39年5月1日 合併 一色村   | 大正12年10月1日 町制 一色町 | 一色町                       | 一色町                                        | 一色町                                    | 平成23年4月1日 西尾市に編入 | 西尾市        |
| 杉浦新田     |              | 開正村          | 栄生村                      | 栄生村                        | 明治39年5月1日 合併 一色村   | 大正12年10月1日 町制 一色町 | 一色町                       | 一色町                                        | 一色町                                    | 平成23年4月1日 西尾市に編入 | 西尾市        |
| 養ケ島村     |              |                 | 栄生村                      | 栄生村                        | 明治39年5月1日 合併 一色村   | 大正12年10月1日 町制 一色町 | 一色町                       | 一色町                                        | 一色町                                    | 平成23年4月1日 西尾市に編入 | 西尾市        |
| 赤羽村       |              |                 | 栄生村                      | 栄生村                        | 明治39年5月1日 合併 一色村   | 大正12年10月1日 町制 一色町 | 一色町                       | 一色町                                        | 一色町                                    | 平成23年4月1日 西尾市に編入 | 西尾市        |
| 大塚村       | 大塚村       | 大塚村          | 五保村                      | 五保村                        | 明治39年5月1日 合併 一色村   | 大正12年10月1日 町制 一色町 | 一色町                       | 一色町                                        | 一色町                                    | 平成23年4月1日 西尾市に編入 | 西尾市        |
| 前後村       | 前後村       | 前野村          | 五保村                      | 五保村                        | 明治39年5月1日 合併 一色村   | 大正12年10月1日 町制 一色町 | 一色町                       | 一色町                                        | 一色町                                    | 平成23年4月1日 西尾市に編入 | 西尾市        |
| 熊野村       |              | 前野村          | 五保村                      | 五保村                        | 明治39年5月1日 合併 一色村   | 大正12年10月1日 町制 一色町 | 一色町                       | 一色町                                        | 一色町                                    | 平成23年4月1日 西尾市に編入 | 西尾市        |
| 野田村       |              |                 | 五保村                      | 五保村                        | 明治39年5月1日 合併 一色村   | 大正12年10月1日 町制 一色町 | 一色町                       | 一色町                                        | 一色町                                    | 平成23年4月1日 西尾市に編入 | 西尾市        |
| 対米村       | 対米村       | 対米村          | 五保村                      | 五保村                        | 明治39年5月1日 合併 一色村   | 大正12年10月1日 町制 一色町 | 一色町                       | 一色町                                        | 一色町                                    | 平成23年4月1日 西尾市に編入 | 西尾市        |
| 七平村       |              | 対米村          | 五保村                      | 五保村                        | 明治39年5月1日 合併 一色村   | 大正12年10月1日 町制 一色町 | 一色町                       | 一色町                                        | 一色町                                    | 平成23年4月1日 西尾市に編入 | 西尾市        |
| 池頭村       | 池頭村       | 池田村          | 五保村                      | 五保村                        | 明治39年5月1日 合併 一色村   | 大正12年10月1日 町制 一色町 | 一色町                       | 一色町                                        | 一色町                                    | 平成23年4月1日 西尾市に編入 | 西尾市        |
| 中田村       |              | 池田村          | 五保村                      | 五保村                        | 明治39年5月1日 合併 一色村   | 大正12年10月1日 町制 一色町 | 一色町                       | 一色町                                        | 一色町                                    | 平成23年4月1日 西尾市に編入 | 西尾市        |
| 池尾新田     |              | 池田村          | 五保村                      | 五保村                        | 明治39年5月1日 合併 一色村   | 大正12年10月1日 町制 一色町 | 一色町                       | 一色町                                        | 一色町                                    | 平成23年4月1日 西尾市に編入 | 西尾市        |
| 松木島村     | 松木島村     | 松木島村        | 衣崎村                      | 衣崎村                        | 明治39年5月1日 合併 一色村   | 大正12年10月1日 町制 一色町 | 一色町                       | 一色町                                        | 一色町                                    | 平成23年4月1日 西尾市に編入 | 西尾市        |
| 酒手島村     | 酒手島村     | 酒手島村        | 衣崎村                      | 衣崎村                        | 明治39年5月1日 合併 一色村   | 大正12年10月1日 町制 一色町 | 一色町                       | 一色町                                        | 一色町                                    | 平成23年4月1日 西尾市に編入 | 西尾市        |
| 鳥山新田     |              | 酒手島村        | 衣崎村                      | 衣崎村                        | 明治39年5月1日 合併 一色村   | 大正12年10月1日 町制 一色町 | 一色町                       | 一色町                                        | 一色町                                    | 平成23年4月1日 西尾市に編入 | 西尾市        |
| 生田村       |              |                 | 衣崎村                      | 衣崎村                        | 明治39年5月1日 合併 一色村   | 大正12年10月1日 町制 一色町 | 一色町                       | 一色町                                        | 一色町                                    | 平成23年4月1日 西尾市に編入 | 西尾市        |
| 千間村       |              |                 | 衣崎村                      | 衣崎村                        | 明治39年5月1日 合併 一色村   | 大正12年10月1日 町制 一色町 | 一色町                       | 一色町                                        | 一色町                                    | 平成23年4月1日 西尾市に編入 | 西尾市        |
| 惣五郎村     |              |                 | 衣崎村                      | 衣崎村                        | 明治39年5月1日 合併 一色村   | 大正12年10月1日 町制 一色町 | 一色町                       | 一色町                                        | 一色町                                    | 平成23年4月1日 西尾市に編入 | 西尾市        |
| 佐久島村     | 佐久島村     | 佐久島村        | 佐久島村                    | 佐久島村                      | 佐久島村                     | 佐久島村                    | 佐久島村                     | 佐久島村                                      | 昭和29年8月1日 一色町に編入               | 平成23年4月1日 西尾市に編入 | 西尾市        |
| 桐山村       | 桐山村       | 桐山村          | 豊国村                      | 豊国村                        | 明治39年5月1日 合併 豊坂村   | 豊坂村                      | 豊坂村                       | 豊坂村                                        | 昭和29年8月1日 合併 額田郡幸田町 （一部） | 額田郡 幸田町               | 額田郡 幸田町 |
| 逆川村       |              |                 | 豊国村                      | 豊国村                        | 明治39年5月1日 合併 豊坂村   | 豊坂村                      | 豊坂村                       | 豊坂村                                        | 昭和29年8月1日 合併 額田郡幸田町 （一部） | 額田郡 幸田町               | 額田郡 幸田町 |
| 上六栗村     |              |                 | 豊国村                      | 豊国村                        | 明治39年5月1日 合併 豊坂村   | 豊坂村                      | 豊坂村                       | 豊坂村                                        | 昭和29年8月1日 合併 額田郡幸田町 （一部） | 額田郡 幸田町               | 額田郡 幸田町 |
| 六栗村       | 六栗村       | 六栗村          | 松坂村                      | 松坂村                        | 明治39年5月1日 合併 豊坂村   | 豊坂村                      | 豊坂村                       | 豊坂村                                        | 昭和29年8月1日 合併 額田郡幸田町 （一部） | 額田郡 幸田町               | 額田郡 幸田町 |
| 永井村       | 永井村       | 永野村          | 松坂村                      | 松坂村                        | 明治39年5月1日 合併 豊坂村   | 豊坂村                      | 豊坂村                       | 豊坂村                                        | 昭和29年8月1日 合併 額田郡幸田町 （一部） | 額田郡 幸田町               | 額田郡 幸田町 |
| 野崎村       |              | 永野村          | 松坂村                      | 松坂村                        | 明治39年5月1日 合併 豊坂村   | 豊坂村                      | 豊坂村                       | 豊坂村                                        | 昭和29年8月1日 合併 額田郡幸田町 （一部） | 額田郡 幸田町               | 額田郡 幸田町 |
| 須美村       |              |                 | 松坂村                      | 松坂村                        | 明治39年5月1日 合併 豊坂村   | 豊坂村                      | 豊坂村                       | 豊坂村                                        | 昭和29年8月1日 合併 額田郡幸田町 （一部） | 額田郡 幸田町               | 額田郡 幸田町 |
| 野場村       |              |                 | 松坂村                      | 松坂村                        | 明治39年5月1日 合併 豊坂村   | 豊坂村                      | 豊坂村                       | 豊坂村                                        | 昭和29年8月1日 合併 額田郡幸田町 （一部） | 額田郡 幸田町               | 額田郡 幸田町 |

## 行政
歴代郡長
| 代 | 氏名 | 就任年月日                 | 退任年月日                | 備考                   |
| -- | ---- | -------------------------- | ------------------------- | ---------------------- |
| 1  |      | 明治11年（1878年）12月20日 |                           |                        |
|    |      |                            | 大正15年（1926年）6月30日 | 郡役所廃止により、廃官 |